# Рейноса (аэропорт)
Международный аэропорт имени генерала Лусио Бланко или Международный аэропорт города Рейноса (исп. Aeropuerto Internacional General Lucio Blanco, Aeropuerto Internacional de Reynosa), (ИАТА: REX, ИКАО: MMRX) — международный аэропорт, расположенный вблизи города Рейноса, штат Тамаулипас, Мексика.

## Общие сведения
Назван в честь генерала Лусио Бланко, героя Мексиканской революции 1910—1917 годов.
Оператор — федеральная государственная компания Grupo Aeroportuario Centro Norte.